# Florence Valentin

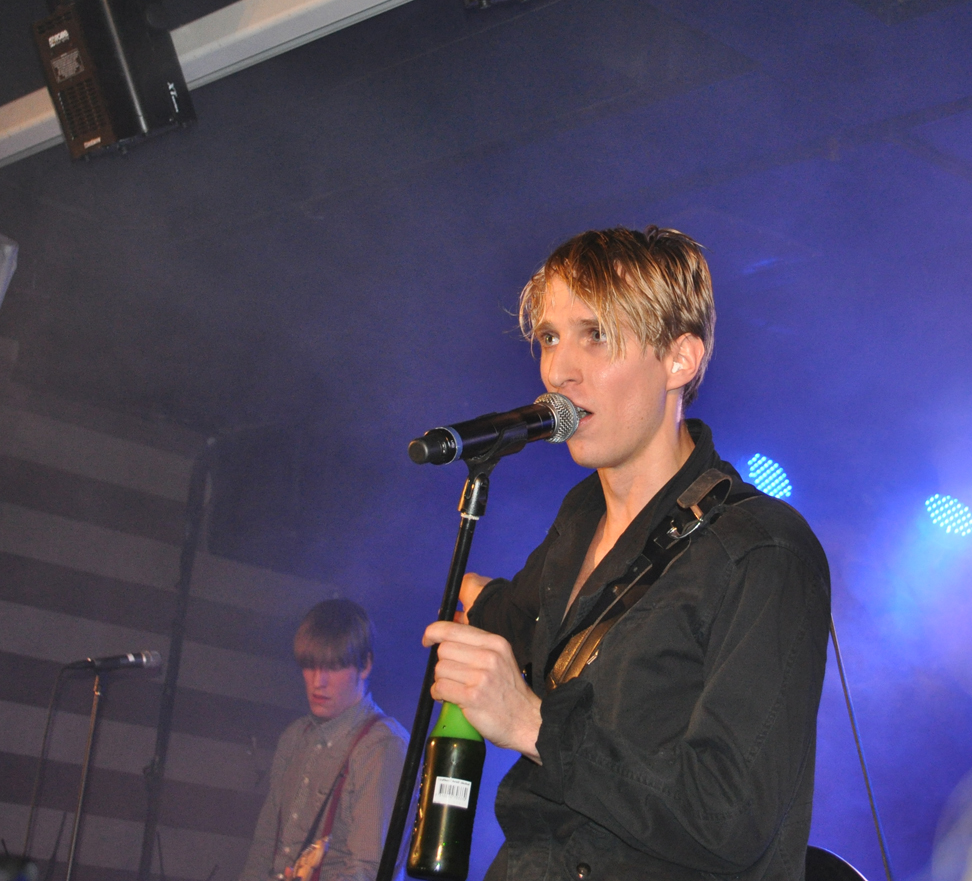
Love Antell på Bygget i Åre i januari 2010.

Florence Valentin var en svensk pop- och rockgrupp från Stockholms södra förorter. Bandet existerade mellan 2002 och 2010. 2019, tio år efter bandets senaste skivsläpp, återförenades bandet för en Sverigeturné och släppte singeln Sanningen om mig . 
Både text och musik skrevs av bandets sångare Love Antell.

## Historik
Florence Valentin grundades 2002 och fick sitt genombrott året därpå med låten "Allt dom bygger upp ska vi meja ner". För allmänheten blev bandet känt när de framförde låten på Sen kväll med Luuk. Debutalbumet Johnny Drama släpptes 2004 på MNW:s anrika etikett Mistlur och distribuerades av Bonnier Amigo. Uppföljaren Pokerkväll i Vårby Gård släpptes i juni 2007 på skivbolaget Bonnier Amigo. De uppträdde i Allsång på Skansen samma år och framförde låten med samma titel som albumet, "Pokerkväll i Vårby Gård". Den 25 mars 2009 släpptes bandets tredje fullängdsalbum Spring Ricco på skivbolaget Startracks.
Gruppens namn är taget från skandalartisten Johnny Bode. Florence Valentin var en av de många pseudonymer Johnny Bode använde under sin schlagerkarriär på 1930-talet.

## Medlemmar
Senaste medlemmar
- Love Antell – sång, gitarr
- August Berg – trummor
- Daniel Kurba – keyboard
- Sebastian Ross – basgitarr
- Magnus Jonsson – mässinginstrument, keyboard, körsång
- Jonny Calzone – gitarr, körsång
- Mats-Peter Krantz – saxofon, körsång

Tidigare medlemmar
- Cezary Tomaszewski – trombon
- Helena Gutarra – sång
- Therese Johansson – sång

## Diskografi
Studioalbum
- 2004 – Johnny Drama (MNW/Bonnier Amigo)
- 2007 – Pokerkväll i Vårby Gård (Bonnier Amigo)
- 2009 – Spring Ricco (Startracks)
- 2020 – "Det var en gång"(Startracks)

EP
- 2003 – Allt dom bygger upp ska vi meja ner (MNW/Bonnier Amigo)

Singlar
- 2004 – Där jag borde va (Mistlur/MNW)
- 2004 – Hoy! Johnnyboy! (Mistlur/MNW)
- 2006 – "Klaraberg" (Motström)
- 2007 – "Pokerkväll i Vårby Gård" (Mistlur/MNW/Bonnier Amigo)
- 2009 – "Spring Ricco" (Startracks)
- 2019 – "Sanningen om mej" (Playground Music)
- 2020 – "Tävla!!!"(Playground Music)
- 2020 – "Ögonblick av klarhet"(Playground Music)
- 2022 – "Stå vid mig"(Playground Music)